# Leövey Leó
Lövői Leövey Leó (Kolozsvár, 1869. október 23. – Budapest, 1938. július 29.) színész, komikus, operetténekes és rendező.

## Pályafutása
Leövey József fia. Eleinte hivatalnok volt, majd 1893-ban Solymosi Elek színiiskolájában tanult. Leszkay András társulatában lépett fel először még 1893-ban, azután 1894-ben a Felvidéken, 1895-ben Szabadkán, 1896–1900 között Kolozsvárott, 1901-ben Makó Lajos buda–temesvári társulatában szerepelt, ezt követően pedig 1902 és 1905 között Szegeden játszott. 1905 és 1907 között a Kolozsvári Nemzeti Színház tagja volt, ezután 1910-ig az aradi színházban lépett fel, majd 1910–12-ben Nagyváradon szerepelt. Mint operettfőrendező és jellemkomikus működött Pécsett 1916–18-ban. 1918 és 1931 között ismét a Kolozsvári Nemzeti Színház tagja volt, majd 1932-ben a Király Színházhoz került. 1933–35-ben fellépett a Belvárosi Színházban, 1935–38-ban a Városi Színház, a Pesti Színház, a Vígszínház és a Royal Színház művésze volt.

## Családja
Első felesége Szabó (eredetileg Marczincsák) Margit Ilona színésznő volt. 1927 januárjában szentháromsági Magyary Juditot (–1968) vette nőül, Magyary Mihálynak, a kolozsvári Ellenzék című napilap alapító-főszerkesztőjének lányát.
Gyermekei:
- lövői Leövey Klára (1901–?)
- lövői Leövey Ferenc (1903–?)[5] orvos

## Fontosabb szerepei
- Gáspár (Planquette: A corneville-i harangok)
- gr. Thurein (Szomory Dezső: Bodnár Lujza)
- Öreg színész (Szép Ernő: Háromlevelű lóhere)

## Fontosabb rendezései
- Huszka Jenő: Aranyvirág
- Millöcker: Boszorkány
- ifj. Johann Strauss: A denevér